# Palais du Zarmakoye
Le palais du Zarmakoye est le siège du sultan de Dosso, au Niger.

## Historique
Le Zarmakoye est le chef traditionnel des Zarmas depuis le XVe siècle. En 1902, le Zarmakoye Aoûta de Dosso est le plus puissant des chefs zarmas. C'est sous son autorité qu'est construit le palais du Zarmakoye en 1904.
Depuis 2006, le palais du Zarmakoye est inscrit sur la liste indicative du patrimoine mondial de l'UNESCO au Niger. En 2009, le Zarmakoye Maidanda soutient le président nigérien Mamadou Tandja alors que celui-ci brigue un troisième mandat non autorisé par la constitution. En juin 2009, Maidanda décore le président Tandja du titre de Mazayaki, traditionnellement réservé aux stratèges de guerre du Zarmakoye. En conséquence, des émeutes éclatent et des parties du palais du Zarmakoye sont réduites en cendres par des opposants au régime.

## Description
Le palais se trouve dans le centre-ville de Dosso, en face de la grande mosquée. Cet édifice blanc est caractéristique de l'architecture de la ville.
Le domaine du palais est entouré d'un mur. Dans la cour intérieure réservée aux femmes se trouve une fontaine, la Dey Zarmakoye. Zarmakoye ou Djemakoye est le plus ancien titre du sultan de Dosso. Tous les Zarmakoye morts après la construction du palais y sont inhumés, à l'instar d'Issoufou Saïdou Djermakoye.